# La Representación de los Hacendados
La Representación de los Hacendados fue un informe de economía política preparado por Mariano Moreno en 1809, en el que describe detalladamente la situación económica del Virreinato del Río de la Plata y solicita al virrey Baltasar Hidalgo de Cisneros que se reestablezca inmediatamente un sistema de libre comercio [cita requerida], que si bien había sido autorizado meses antes, resolvieron prorrogarlo hasta el 19 de mayo de 1810.
De acuerdo a la valoración de los historiadores, La Representación de los Hacendados es el documento de economía política más completo escrito durante el Virreinato del Río de la Plata.

## Contexto previo
El Virreinato del Río de la Plata, de acuerdo a las Leyes de Indias que implantó el sistema de monopolio comercial, sólo podía comerciar con su metrópoli, España.
Para poder obtener los productos necesarios para su subsistencia, se ingresaban productos ingleses mediante contrabando. Esto llevó a la formación de dos grupos de poder principales y enfrentados: los hacendados, grupo social conformado por los estancieros, agricultores y ganaderos, que reclamaban la apertura comercial o de comercio libre sostenida en el sistema del librecambio para poder exportar fácilmente sus producciones de cuero y derivados vacunos, y los comerciantes que obtenían grandes ganancias con el contrabando y presionaban para que se mantuvieran las restricciones a la libertad de comercio ya que así podían cobrar por los productos ingleses precios superiores que si el mercado fuese legal. 
A la llegada del virrey Baltasar Hidalgo de Cisneros, este intentó congraciarse con los ingleses y los hacendados abriendo el comercio y, a través del impulso a la venta internacional de los frutos del país, aumentar los ingresos del alicaído erario real. 
Los comerciantes presionaron por medio del procurador del cabildo de Buenos Aires, Martín Yáñiz y también por el Consulado de Comercio de Buenos Aires y lograron que Cisneros volviera a cerrar el comercio con Gran Bretaña. 
El abogado Mariano Moreno, a pesar de procurar el alejamiento del virrey, fue un ferviente defensor del ideario liberal y del librecambio comercial[cita requerida] que redactó "La Representación de los Hacendados", documento en el que explicó a Cisneros la necesidad de su reapertura[cita requerida].

## Descripción
En el documento Mariano Moreno, apoderado de los hacendados, formuló fuertes críticas al proceder económico del régimen colonial, sustentándose en las ideas de los liberales económicos que surgían en Europa y que comenzaban a ser conocidos en América. Apuntaba a que se debían establecer relaciones comerciales con Inglaterra. 
Entre los conceptos, principios, fundamentos, conclusiones y peticiones dadas por Mariano Moreno se detallan los siguientes:
- Actúa como apoderado de los labradores y hacendados de las campañas de la Banda Oriental y occidental del Río de la Plata, o sea como mandante de los agricultores y ganaderos de los campos de ambas márgenes del Río de la Plata.

- La finalidad del documento es la de otorgar la introducción de mercaderías inglesas, para que con los derechos o impuestos de su importación y exportaciones respectivas se adquieran fondos que sufraguen a las gravísimas urgencias del erario.

- Se debe conciliar la prosperidad del país con la del erario.

- La riqueza de estas provincias depende principalmente de los frutos de sus fértiles campos.

- Los opositores al libre comercio son tanto el apoderado del Consulado de Cádiz de la Metrópoli y los comerciantes de Buenos Aires que cuentan con el apoyo tanto del Consulado de Comercio de Buenos Aires como del Cabildo de Buenos Aires que imponen condiciones y trabas.

- El propio virrey Cisneros, a quien dirige el documento, ha reconocido la necesidad de un libre comercio con la nación inglesa, para salir de apuros que no presentan otro remedio.

- No puede sostenerse que el comercio con los ingleses destruiría las manufacturas de España ya que las fábricas nacionales jamás pudieron proveer enteramente el consumo de América como tampoco bastaron para las necesidades de la Península.

- Por fortuna, la agricultura inglesa en nada puede competir con la de España, pues la diversidad de clima produce diversidad de frutos en ambos países, quedando a favor de los de la Península la preferencia debida a su calidad.

- Define al comercio como el movimiento o circulación de los objetos de cambio, por el que nos deshacemos de nuestros sobrantes, y adquirimos lo que nos hace falta. ¿Quiénes son los que contribuyen más al comercio, y, por consiguiente, sus partes esenciales? Son los creadores de los objetos de cambio naturales o manufacturados: son los agricultores y artesanos. Los comerciantes de los puertos de mar son sólo los corredores, los intermediarios comercio y, en muchos casos sus mayores enemigos, por el precio exorbitante que ponen a la intervención a la cadena de intermediación.

- Enumera seis beneficios macroeconómicos del sistema de libre comercio:

- Dada a nuestro comercio la actividad y vida consiguientes a la libertad de importar y extraer, no hay riesgo alguno de que falte el numerario para las atenciones del estado y necesidades del ciudadano: el dinero necesario para la circulación interior de un país nunca se consume, porque está ligado por la misma reciprocidad de los cambios, y el inmediato interés que todos tienen en no desprenderse de la parte precisa para la correspondencia de los negocios, y satisfacción de las urgencias privadas.

- Finalmente realiza siete peticiones al virrey Cisneros:

- - Primera: Que la admisión del franco comercio se extienda al determinado tiempo de dos años, reservando su continuación al juicio soberano de la Suprema Junta, con arreglo al resultado del nuevo plan.

- - Segunda: Que las negociaciones inglesas se expendan precisamente por medio de españoles, bajo los derechos de comisión, o recíprocos pactos que libremente estipulasen.

- - Tercera: Que cualquiera persona, por el solo hecho de ser natural del Reino, esté facultada para estas consignaciones, siéndole libre la elección de cualesquiera medios para ejecutar las ventas, como asimismo remitir a las provincias las negociaciones que les acomodasen.

- - Cuarta: Que en la introducción de los efectos paguen los derechos en la misma forma y cantidad que para los permisos particulares que se han introducido.

- - Quinta: Que todo introductor esté obligado a exportar la mitad de los valores importados en frutos del país: siendo responsables al cumplimiento de esta obligación los consignatarios españoles a cuyo cargo giran las expediciones.

- - Sexta: Que los frutos del país, plata, y demás que se exportasen paguen los mismos derechos establecidos para las extracciones que practican en buques extranjeros por productos de negros; sin que se extienda en modo alguno esta asignación por el notable embarazo que resultaría las exportaciones, con perjuicio de la agricultura, a cuyo fomento debe convertirse la principal atención.

- - Séptima: Que los lienzos ordinarios de algodón que en adelante puedan entorpecer o debilitar el expendio de los tucuyos de Cochabamba, y demás fábricas de las provincias interiores que son desconocidos hasta ahora entre las manufacturas inglesas, paguen un veinte por ciento o más de los derechos del círculo, para equilibrar de este modo su concurrencia.

Que de los dos sujetos que se elijan por esta superioridad para veedores e interventores en los reconocimientos de los géneros, y demás concerniente al nuevo arreglo, sea uno hacendado precisamente, reservándose el apoderado de este gremio pasar a V. E. una lista de los principales hacendados sobre quienes puede recaer el nombramiento, que deberá también practicarse para la plaza de Montevideo.

## Consecuencias
"La Representación de los Hacendados" fue exhaustamente debatida en Buenos Aires. Como resultado del documento y los debates generados por el mismo, el virrey Cisneros reabrió[cita requerida] la aduana pero en forma limitada y hasta el 19 de mayo de 1810.
La "Representación de los Hacendados" ha conformado la plataforma de gobierno de la Revolución de Mayo.

## Audio
Esta es una grabación de la versión del 13 de abril de 2010.

- Datos: Q7760221